# Onda de calor na Europa em julho de 2019
A onda de calor na Europa em julho de 2019 foi um evento de uma onda de calor sem precedentes, que ocorreu entre 21 de julho e 28 de julho de 2019, resultando em recordes de temperaturas regionais e nacionais registradas na Europa. Em 25 de julho, foram relatadas pelo menos seis mortes, sendo 5 pessoas na França e 1 pessoa na Bélgica. Esta onda de calor aconteceu depois de um junho excepcionalmente quente na Europa e foi causada por um forte bloqueio ômega, especificamente, pelo ar quente e seco do norte de África, preso entre sistemas de tempestade fria.
A onda de calor estabeleceu novos recordes nacionais de temperatura em cinco países. Os registos antigos foram ultrapassados em 2,1°C nos Países Baixos, 3°C na Bélgica, 2,9°C em Luxemburgo, 2,1°C na Alemanha e 0,2°C no Reino Unido. Há também de se destacar o novo recorde de temperatura em Paris, França, onde os registros antigos de temperatura foram ultrapassados em 2,2°C.

## Por país

### Alemanha
Em 25 de julho, uma temperatura de 42,6°C foi registrada em Lingen, Baixa Saxônia, batendo, assim, o recorde de maior temperatura registrada na Alemanha de 41,5°C em 24 de julho, e seguido pelo antigo recorde de 40,5°C registrado em 23 de julho. Vinte e cinco estações meteorológicas no país registraram temperaturas de 40°C ou mais em 25 de julho.

### Bélgica
Em 24 de julho, a maior temperatura já registrada na Bélgica foi registrada na cidade de Angleur, atingindo 40,2°C. No mesmo dia, os passageiros foram evacuados de um trem da Eurostar que havia quebrado em Lille, quando muitos começaram a adoecer devido às temperaturas extremas. Em 25 de julho, o recorde foi novamente quebrado, atingindo 41,8°C em Begijnendijk (Brabante Flamengo).

### França

Alertas de calor em vigor para 24-25 de julho na França
Sem alerta
Alerta amarelo
Alerta laranja
Alerta vermelho

Em julho de 2019, a França teve sua segunda onda de calor em menos de um mês, superando vários recordes de temperatura regionais e nacionais. No mês anterior, uma temperatura recorde nacional de 46,1°C foi registrada no sul da comuna de Gallargues-le-Montueux.
Em 23 de julho, 80 departamentos da França foram incluídos em um alerta de ondas de calor laranja da Météo-France, e 20 departamentos foram incluídos em um alerta vermelho no dia seguinte. Em 24 de julho, a temperatura de 41,2°C foi registrada pela Météo-France em Bordéus, quebrando o recorde de 40,7°C em 2003. Da mesma forma, em 25 de julho, uma temperatura de 42,6°C foi registrada em Paris, também quebrando o recorde da cidade de 40,4°C em julho de 1947.
Dois reatores nucleares no sudoeste da França foram desativados após ultrapassarem o limite de calor.

### Itália
Na Itália, o Ministério da Saúde emitiu um alerta de calor máximo de nível três vermelho para 13 cidades em 25 de julho. O ministério da saúde aconselhou as pessoas a não chamarem os serviços de emergência, a menos que fossem essenciais, para evitar que as respostas a um aumento esperado no número de casos de emergência fossem prejudicadas devido ao calor. A Cruz Vermelha Italiana também montou uma linha direta de 24 horas para oferecer conselhos e assistência às pessoas afetadas pelo calor.

### Luxemburgo
Em 25 de julho, um alerta vermelho de calor extremo foi posto em prática por todo o país pela Meteolux. No mesmo dia, a temperatura de 40,8°C foi registrada em Steinsel, a mais alta já registrada na história do país.
O elevado calor e as condições secas causaram vários incêndios durante a onda de calor. Em 24 de julho, um incêndio ocorreu perto de Schumannseck, e prados de feno pegaram fogo em um campo. Em 25 de julho, um incêndio florestal ocorreu em Hamm, e um caminhão de bombeiros explodiu enquanto assistia à cena.

### Países Baixos
Nos Países Baixos, um alerta laranja foi colocado para todo o país devido à extrema onda de calor. O recorde nacional de temperatura, datado desde a Segunda Guerra Mundial, foi quebrado em 24 de julho, quando a temperatura chegou a 39,3°C. O recorde era de 38,6°C, e tinha sido estabelecido em Warnsveld, em 1944.
Entretanto, em 25 de julho, a maior temperatura registrada nos Países Baixos foi registrada, chegando a 40,7°C, em Gilze en Rijen. No mesmo dia, a cidade de Deelen registrou a maior temperatura da história do país de 41,7°C, sendo que ultrapassou os 40°C desde às 13h55. Porém, o Instituto Real Meteorológico dos Países Baixos anunciou mais tarde que essa medida não era válida.

#### Impacto no transporte
Em 22 de julho, o ProRail anunciou o código vermelho para os controladores de tráfego, o que significa que eles precisam estar mais alerta para perturbações nos trilhos e outros problemas devido ao calor. Em 25 de julho, a Nederlandse Spoorwegen cancelou viagens de trem na ferrovia de alta velocidade Schiphol-Antuérpia entre Amesterdão - Schiphol - Roterdão e a conexão entre Amsterdã-Eindhoven e Eindhoven-Heerlen. Como os trens estavam expostos a altas temperaturas, precisavam de mais manutenção e não podiam ser usados. Trens sem ar-condicionado ou janelas que podem ser abertas foram retirados dos trilhos também. A mesma coisa aconteceu no dia seguinte, em 26 de julho, mas desta vez quatro outras rotas foram retiradas: Amsterdã-Alkmaar, Amsterdã-Haia, Duivendrecht-Lelystad e Schiphol-Nijmegen.

#### Impacto na criação de animais
Muitas galinhas e porcos foram mortos por sistemas de ventilação defeituosos ou porque os sistemas simplesmente não podiam lidar com isso. 4 mil galinhas foram mortas em um galinheiro em Neer por causa de uma falha de energia. Centenas de galinhas também foram mortas em transporte para a Polônia em 24 de julho por causa do aumento das temperaturas. No dia 24 de julho, centenas de porcos morreram em Middelharnis devido à falta de energia nos sistemas de ventilação. A mesma coisa aconteceu em Maarheeze, onde 2,1 mil porcos morreram com os celeiros atingindo temperaturas de 40°C.

### Portugal
Em 21 de julho, vinte pessoas ficaram feridas devido a três grandes incêndios florestais na região de Castelo Branco, em Portugal. O maior incêndio foi localizado em Vila de Rei, envolvendo oitocentos bombeiros, 245 veículos e treze aeronaves.

### Reino Unido
Em 23 de julho, a Public Health England lançou um alerta de calor para todo o Reino Unido, instando as pessoas a "se manterem hidratadas, ficarem na sombra e se protegerem contra o sol". No mesmo dia, tempestades generalizadas afetaram o país, com a BBC Weather reportando cerca de 48.000 relâmpagos durante a noite. Durante essa semana, o Met Office também previu uma chance de 60% de temperaturas ultrapassarem o recorde de julho de todos os tempos no país. Em 24 de julho, um aviso de nível três de onda de calor âmbar foi emitido pelo Met Office.
Em 25 de julho, o Met Office anunciou que o Reino Unido tinha seu recorde de dia mais quente de julho, com uma temperatura de 38,1°C registrada no Jardim Botânico da Universidade de Cambridge em Cambridge, batendo, assim, o recorde de julho de 36,7°C em 2015, e marcou a segunda vez na história que o país registrou uma temperatura superior a 38°C. Entretanto, em 26 de julho, o Met Office anunciou ainda que sensores do Jardim Botânico da Universidade de Cambridge registraram uma temperatura de 38,7°C, quebrando provisoriamente o recorde de 38,5°C estabelecido em Faversham, Kent em agosto de 2003. As temperaturas locais também foram quebradas ao redor do país em 25 de julho. A temperatura recorde de 31,2°C foi registrada em Edimburgo, batendo o recorde de temperatura de todos os tempos dessa cidade.

#### Impacto no transporte
A Network Rail também começou a impor restrições de velocidade em toda a sua rede para reduzir os trilhos de flambagem, já que as temperaturas da pista ultrapassaram 50°C. As medidas também incluíram a pintura de trilhos brancos para reduzir a temperatura do aço e o cancelamento de serviços. As empresas de transporte East Midlands Trains, Southeastern e Greater Anglia aconselharam os passageiros contra todas as viagens, apenas as essenciais.
Muitos incidentes na rede ferroviária do país relacionados com o calor causaram perturbações generalizadas, afetando especialmente os serviços interurbanos de Londres. Danos ao equipamento de linha aérea ocorreram em Peterborough, Handsworth e Camden, bem como um incêndio na grama, causado por cabos encaixantes, perto de West Hampstead.
Em 26 de julho, todas as viagens essenciais foram desaconselhadas, depois que o extremo calor e as tempestades causaram graves perturbações na rede ferroviária e nos aeroportos. A Thameslink irá executar serviços reduzidos, com metade de suas linhas indisponíveis. Os serviços de trens da East Midlands entre Sheffield, Nottingham, Derby e London St Pancras estão interrompidos devido a danos no cabo devido ao calor do dia anterior, e um cronograma de emergência foi colocado em prática. Todos os serviços da Eurostar de e para Paris também foram suspensos por um "período de tempo indeterminado" devido a um cabo explodido, bem como atrasos de até uma hora nos serviços em Bruxelas.
Vários voos foram cancelados e atrasados no aeroporto de Heathrow, no aeroporto de Gatwick e no aeroporto da Cidade de Londres devido às "condições meteorológicas extremas em toda a Europa". Um porta-voz do Heathrow disse que os voos foram afetados por tempestades durante a noite como resultado do calor.

## Cobertura de gelo da Groenlândia
Em 26 de julho, a Organização das Nações Unidas (ONU) alertou que a onda de calor que está afetando a Europa está a caminho da Groenlândia, e pode colocar a segunda maior cobertura de gelo do mundo perto ou abaixo do recorde negativo registrado em 2012. Clare Nullis, porta-voz da Organização Meteorológica Mundial (OMM), disse que o ar quente que sobe do norte de África não somente superou recordes de temperatura europeus em 25 de julho, mas os ultrapassaram em 2, 3 ou 4 graus Celsius, o que descreveu como "absolutamente inacreditável". Esse calor que está a caminho da Groenlândia resultará em temperaturas altas e, consequentemente, no aumento do derretimento da cobertura de gelo da Groenlândia. Ainda não se sabe se superará o nível de 2012, mas chegará perto.
A cobertura de gelo da Groenlândia é parte crucial do sistema climático global, e seu derretimento provocaria a elevação do nível dos mares e um clima instável. Apenas em julho, a Groenlândia perdeu 160 milhões de toneladas de gelo por causa do derretimento de superfície. Isso é aproximadamente o equivalente a 64 milhões de piscinas olímpicas, acrescentou a porta-voz. O ar mais quente também tem implicações para a extensão do gelo do Ártico, que foi quase o mais baixo já registrado até 15 de julho.